# Дейвид Уекслър
Дейвид Уекслър (на английски: David Wechsler) е американски психолог, един от основателите на модерната клинична психология и автор на най-широко използваните тестове за оценка на индивидуалната интелигентност.

## Биография
Роден е на 12 януари 1896 година в Леспеци, Румъния. През 1925 получава докторска степен по философия от Колумбийския университет, след което е назначен за главен психолог в психиатричната болница Белвю и професор по клинична психология в Нюйоркския университет.
Уекслър натрупва първия си опит в областта на приложната дейност при работата си с Е. Дж. Боринг в армейски лагер на Лонг Айлънд. Започвайки през 1934 г., творческите усилия на Уекслър са насочени главно към два от най-съществените му приноса в психологията:
1. разработването и стандартизацията на скали за интелигентност за възрастни (а по-късно за предучилищна и училищна възраст), които носят неговото име;
2. замяна на умствената възраст на Бине с коефициент на отклонение.

Непосредственият подтик на тези два приносни момента е необходимостта от подходящ инструмент за тестиране на многоезикова популация от зрели хора, към която Уекслър се обръща за психологическо изследване в Белвю.
Уекслър продължава да използва сравнителна многотестова батерия (от 10 или 11 вербални подтестове и подтестове за изпълнение) в разработването на неговите:
- Армейски Уекслър (Белвю-Уекслър II) от 1942 г.;

- Скала за интелигентност на Уекслър за деца;

- Скала за интелигентност на Уекслър за възрастни;

- Скала за интелигентност за предучилищна и основноучилищна възраст;

- Скала за интелигентност на Уекслър за деца – ревизирана;

- Скала за интелигентност на Уекслър за възрастни – ревизирана.

Умира на 2 май 1981 година в Ню Йорк на 85-годишна възраст.